# Станцията на река Апачи
„Станцията на река Апачи“ (на английски: The Stand at Apache River) е уестърн на режисьора Лий Шолем, който излиза на екран през 1953 година.

## Сюжет
Шериф Лейн Дакота улавя заподозрeният в грабеж и убийство Гринър, като го спасява от куршумите на войнствени индианци. Шерифът отвежда своя ранен арестант до най близката станция на дилижанса на брега на река Апачи за да пренощуват. Там двамата срещат пристигналите с дилижанса полковник Морсби, офицер от армията на САЩ и красивата Валъри Кендрик, която бързо пленява сърцето на шерифа. Станцията се управлява от Ан Кениън, самотна и зажаднялата за цивилизовано общуване жена на Том Кениън. Сами в отдалечената станция на брега на реката, групата е нападната от воини на апачите, избягали от резерват.

## В ролите
| Актьор         | Роля             |
| -------------- | ---------------- |
| Стивън Макнали | Лейн Дакота      |
| Джули Адамс    | Валъри Кендрик   |
| Хю Марлоу      | Полковник Морсби |
| Джаклин Грийн  | Ан Кениън        |
| Хю О'Брайън    | Том Кениън       |
| Ръсел Джонсън  | Гринър           |
| Джак Кели      | Лий Хачър        |
| Едгар Бариър   | Кара Бланка      |
| Форест Луис    | Дедхорс          |